# Kleiner Langzungenflughund
Der Kleine Langzungenflughund (Eonycteris spelaea) ist eine Art der Höhlen-Langzungenflughunde (Eonycteris) innerhalb der Flughunde (Pteropodidae). Sie kommt in Ost- und Südasien vom Norden Indiens bis in die Volksrepublik China sowie in weiten Teilen von Südostasien vor.

## Merkmale
Der Kleine Langzungenflughund erreicht eine Kopf-Rumpf-Länge von etwa 80 bis 130 Millimetern und eine Schwanzlänge von 11 bis 23 Millimetern. Die Hinterfüße haben eine Länge von 17 bis 24 Millimetern. Die Ohren messen 17 bis 24 Millimeter. Das Fell besteht aus kurzen und dicken Haaren, die Rückenseite ist dunkelbraun bis schwarzbraun gefärbt. Die Bauchseite ist etwas heller und braungrau. Die Unterarmlänge beträgt 61 bis 73 Millimeter. Die Tiere besitzen sehr gut ausgebildete Analdrüsen.
| 2 | · | 1 | · | 3 | · | 2 | = 34 |
| 2 | · | 1 | · | 3 | · | 3 | = 34 |

Der Schädel hat eine Gesamtlänge von 35 bis 37 Millimetern. Die Art besitzt wie andere Arten der Gattung zwei Schneidezähne (Incisivi), einen Eckzahn (Caninus), drei Vorbackenzähne (Praemolares) und zwei Backenzähne (Molares) in einer Oberkieferhälfte. Der dritte Molar im Oberkiefer ist sehr klein. Im Unterkiefer ist ein Molar pro Kieferhälfte mehr vorhanden. Insgesamt besitzen die Tiere entsprechend 34 Zähne.

## Verbreitung

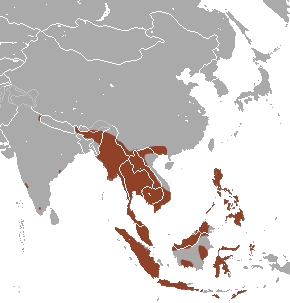
Verbreitungsgebiet des Kleinen Langzungenflughundes

Der Kleine Langzungenflughund kommt in Ost- und Südasien vom Norden Indiens bis in die Volksrepublik China sowie in weiten Teilen von Südostasien vor. In China ist die Art im Südwesten von Guangxi und in Yunnan nachgewiesen. In Südasien kommt die Art in Teilen von Indien in Andhra Pradesh, Assam, Karnataka, Manipur, Meghalaya, Mizoram, Nagaland, Sikkim, Tamil Nadu und Uttaranchal sowie in Nepal und den Andamanen und Nikobaren vor. Von hier reicht das Verbreitungsgebiet auf das Festland Südostasiens über Myanmar, Thailand, Laos, Teilen von Vietnam und Kambodscha bis Thailand und Malaysia. Darüber hinaus kommt die Art auf den Inseln Malaysias, Indonesiens (Sumatra, Java, Bali, Lombok, Sumba, Sulawesi, Muna, Sanana, Halmahera, Batjan und Tidore), auf Borneo, Timor (Ost-Timor und dem indonesischen Teil der Insel) sowie dem größten Teil der Philippinen mit Ausnahme der Regionen um Batanes und Babuyan vor.

## Lebensweise
Der Kleine Langzungenflughund rastet vor allem in Höhlen und kommt entsprechend vor allem in höhlenreichen Gebieten vor. Dabei lebt er teilweise in Kolonien von mehreren zehntausend Tieren. Die Art fliegt vor allem in Sekundärwaldgebieten, landwirtschaftlichen Flächen und ähnlichen Gebieten, kommt jedoch auch in Primärwaldgebieten vor. Die Tiere ernähren sich von Nektar und haben sich regional vor allem auf Blüten von landwirtschaftlich angebauten Pflanzen angepasst. Vor allem in Bananenplantagen kommen sie häufig vor. Anhand von Besenderungen konnte festgestellt werden, dass die Tiere zu ihren Futterplätzen Strecken von bis zu fast 40 Kilometern zurücklegen.
Die Weibchen werden nach etwa sechs Monaten geschlechtsreif, die Männchen erst deutlich später nach einem Jahr oder mehr. Die Fortpflanzungszeiten in Indien sind asynchron und nicht an eine feste Saison gebunden. Die Weibchen gebären dabei pro Wurf ein einzelnes Jungtier.

## Systematik
Der Kleine Langzungenflughund wird als eigenständige Art den Höhlen-Langzungenflughunden (Gattung Eonycteris) zugeordnet. Die wissenschaftliche Erstbeschreibung stammt von George Edward Dobson aus dem Jahr 1871 als Macroglossus spelaeus anhand von Individuen aus Mawlamyaing (früher „Moulmein“) der Tanintharyi-Region (früher „Tenasserim“) im heutigen Myanmar. 1873 beschrieb Dobson auf der Basis dieser Art die neu etablierten Gattung Eonycteris.
Innerhalb der Art werden mit der Nominatform vier Unterarten unterschieden:
- Eonycteris spelaea spelaea Dobson, 1871: Nominatform
- Eonycteris spelaea glandifera Lawrence, 1939
- Eonycteris spelaea rosenbergii Jentink, 1889
- Eonycteris spelaea winnyae Maharadatunkamsi & Kitchener, 1997

## Gefährdung und Schutz
Die Art wird von der International Union for Conservation of Nature and Natural Resources (IUCN) aufgrund des großen Verbreitungsgebietes und des häufigen Vorkommens als nicht gefährdet (least concern) eingestuft. Aufgrund der engen Bindung an Höhlen als Rastplätze ist sie allerdings empfindlich gegenüber Störungen in diesen Rückzugsgebieten. Bestandsgefährdende Risiken für die Art als Ganzes sind nicht bekannt, in Teilen Südasiens ist sie jedoch regional durch Entwaldungen und Lebensraumumwandlungen in landwirtschaftliche Flächen oder für andere Zwecke bedroht. Der Höhlentourismus und die Höhlenbeleuchtung ist ebenfalls eine zunehmende Bedrohung für die Art, vor allem in den Borra Caves im indischen Andhra Pradesh.

## Belege
1. 1 2 3 4 5 6 7 8 9 10 11  Don E. Wilson: Lesser Dawn Bat. In: Andrew T. Smith, Yan Xie: A Guide to the Mammals of China. Princeton University Press, 2008; S. 330, ISBN 978-0-691-09984-2.
2. 1 2  Don E. Wilson: Eonycteris. In: Andrew T. Smith, Yan Xie: A Guide to the Mammals of China. Princeton University Press, 2008; S. 330, ISBN 978-0-691-09984-2.
3. 1 2 3 4 5  Eonycteris spelaea in der Roten Liste gefährdeter Arten der IUCN 2017-3. Eingestellt von: C. Francis, G. Rosell-Ambal,B. Tabaranza, P. K. Helgen, S. Molur, C. Srinivasulu, 2016. Abgerufen am 18. Februar 2018.
4. 1 2 3  Don E. Wilson & DeeAnn M. Reeder (Hrsg.): Eonycteris spelaea in Mammal Species of the World. A Taxonomic and Geographic Reference (3rd ed).